# 裴寂
裴寂（573年—632年），字玄真，蒲州桑泉县（今山西省运城市临猗县）人，出自河东裴氏定著五房之一的西眷裴。唐高祖时的宰相，武德元年（618年）至六年（623年）为尚书右僕射，六年至九年（626年）正月为尚书左仆射。

## 生平
幼年丧父，由兄长抚养长大。十四岁，补郡主簿。隋朝开皇年间，调左亲卫。到了隋炀帝大业年间，为齐州司户参军，后任侍御史，驾部承务郎，晋阳宫副监。
大业十三年（617年），反隋军风起云涌，隋炀帝在江都任命李渊为太原留守。裴寂与李渊為舊識，二人昼夜饮宴，愈发亲密。李渊的次子李世民和晋阳县令刘文静密谋起兵，谋划已定，让裴寂去劝说李渊。他对李渊说：“今盗遍天下，城阖外即战场，虽徇小节，犹不脱死。若举义师，不特免祸，且就大功。”於是李渊决定起兵。裴寂马上进献宫女五百，米九百万斛，杂彩五万段，铠四十万首，以供军用。后李渊建大将军府，裴寂为长史，封闻喜县公。攻下长安后，赐裴寂良田千顷、甲第一区、物四万段，转为大丞相府长史，封魏国公，食邑三千户。
此后，隋炀帝在江都被杀，裴寂又积极帮助李渊受禅称帝，世稱唐高祖。李渊即位后，对裴寂说：“使我至此者，公也。”拜为尚书右仆射，赐御膳。唐高祖曾有诏书说，秦王李世民及裴寂、刘文静三人为太原元谋功臣，“特恕二死”（赦免两次死罪）。
武德二年（619年），刘武周进攻太原，裴寂自告奋勇，被封为晋州道行军总管前去讨贼，可是被打得大败，后被李渊召回，关押起来，可是不久又放了，待遇如初。武德四年（621年），赵王李元景聘娶裴寂的女儿为妃。六年（623年），迁为尚书左仆射，赐宴于含章殿。裴寂不想卷入日趋激烈的权力斗争之中，于是向高祖请求“赐骸骨”，想急流勇退。李渊极力挽留，泪湿衣襟，说：“未也，要当相与老尔。公为宗臣，我为太上皇，逍遥晚岁，不亦善乎！”武德九年（626年），册拜司空，赐实封五百户，遣尚书员外郎每日一人於裴寂府第當值。
貞觀元年（627年），加实封并前一千五百户。貞觀二年（628年），唐太宗去南郊祭祀，命裴寂与长孙无忌同升金辂，裴寂辞让，太宗说：“以公有佐命之勋，无忌亦宣力于朕，同载参乘，非公而谁？”遂同乘而归。此后不久，因牵连僧人法雅妖言案被免官，削去一半封邑，并放归故里。裴寂上书请求留住京师，唐太宗说他：“计公勋庸，不至于此，徒以恩泽，特居第一。但以旧情，不能极法，归扫坟墓，何得复辞？”裴寂没有办法，就回蒲州老家去了。又过了不久，汾阴有狂人对裴寂家奴说：“裴公有天分。”裴寂听了，很害怕，不敢上报，还杀人灭口。事情败露后，被流放静州（今廣西昭平）。
貞觀六年（632年），静州山羌叛乱，起初有人怀疑裴寂会被羌人逼迫参与叛乱，但唐太宗却相信裴寂深受国恩，“寂當死，我生之，必不然也。”不久裴寂果然率家僮平息了叛乱。唐太宗故念裴寂“佐命之功”，诏令还朝，可是他正好得病，在回京的路上死去了。时年六十歲。追赠相州刺史、工部尚书、河东郡公。

## 家族

### 高祖父
- 裴會，北魏秘書監。

### 曾祖父
- 裴韜，西魏左民郎、尚書□丞、散騎常侍、集州刺史。

### 祖父
- 裴融，北周司木中大夫、蜀道行軍總管，贈康、成二州刺史，諡號哀貞。

### 父亲
- 裴孝瑜，北周齊御大夫、驃騎將軍，贈绛州刺史，諡號康。[2]

### 子女
- 裴律师，嗣河東郡公，尚太宗妹临海长公主，官至汴州刺史。
  - 裴承先，武后时为殿中监，为酷吏所杀。
  - 裴承光，檢校左羽林軍將軍、郕國公。
  - 裴承祿，右清道率、河東公。
- 裴法師，將軍、聞喜公。
- 裴氏，嫁李元景。
- 河东县君裴氏（622年－687年），嫁皇甫文房。

## 轶事
李大师年轻时曾经在长安卜问将要做官后的吉凶，遇到了一个姓史的算命先生，于是让他给自己占卜。当时李大师的堂兄李子同、妹夫郑师万、裴寂以宿卫的身份简选入文职，他们各自让算命先生看自己当日的官职以及将来能够达到的官职。史生说：“裴寂和李氏兄弟都应该依照资历分等级进用，但是裴寂最终将官至三公宰辅之位。郑师万不仅今年虚耗后归家，次年年资会不被评定。”史生指着李大师说：“您的才华虽然不次于赵元叔，恐怕命运也会和他相同。”史生又说李子同也不可能做高官。当时李大师的弟弟李行师也将要被举荐做官，于是问史生吉凶。史生说：“这个年轻人虽然没办法匹敌裴君，也会官至地方首长。”随后李大师、李子同、裴寂都依资历补官为州佐。郑师万这一年遇到了差错，次年朝廷不评定北齐的资历，最后官至益州新都县尉。武德初年，裴寂出任尚书左仆射，封魏国公。李大师到那时迁徙流离，于是独自笑着说：“史生的话，在此应验了。”

## 延伸阅读
[在维基数据编辑]
 在维基文库阅读此作者作品
 《舊唐書/卷57》，出自刘昫《舊唐書》
 《新唐書/卷088》，出自《新唐書》